# Ciclismo en los Juegos Olímpicos de París 2024 – Ómnium femenino
La prueba de ciclismo en pista de Ómnium femenino en los Juegos Olímpicos de París se llevó a cabo en París, Francia el 11 de agosto de 2024 en el Velódromo de Saint-Quentin-en-Yvelines de la ciudad de París.

## Formato de competición
El Ómnium en ciclismo de pista es una competición que consta de cuatro pruebas: scratch, carrera tempo, eliminación y puntuación, todas disputadas en una misma jornada con un mínimo de 30 minutos entre ellas. Los ciclistas acumulan puntos en cada prueba, y el que sume más al final es el ganador. Esta disciplina destaca por su velocidad, resistencia y la estrategia necesaria para manejar las diferentes modalidades, convirtiéndola en una de las pruebas más emocionantes del ciclismo olímpico.

## Horario
Todos los horarios están en UTC tiempo de Francia (+1 GMT)
| Fecha                        | Tiempo | Evento        |
| ---------------------------- | ------ | ------------- |
| Domingo 11 de agosto de 2024 | 04:00  | Clasificación |
| Domingo 11 de agosto de 2024 | 06:56  | Finales       |

## Resultados

### Scratch
- Las clasificaciones de la prueba del Scratch finalizaron de la siguiente forma:[4]

| Clasificación | Clasificación  | Clasificación            | Clasificación |
| Posición      | País           | Ciclista                 | Puntos        |
| ------------- | -------------- | ------------------------ | ------------- |
| 1.º           | Estados Unidos | Jennifer Valente         | 40            |
| 2.º           | Canadá         | Maggie Coles-Lyster      | 38            |
| 3.º           | Australia      | Georgia Baker            | 36            |
| 4.º           | Países Bajos   | Maike van der Duin       | 34            |
| 5.º           | Nueva Zelanda  | Ally Wollaston           | 32            |
| 6.º           | Dinamarca      | Amalie Dideriksen        | 30            |
| 7.º           | Lituania       | Olivija Baleisyte        | 28            |
| 8.º           | Noruega        | Anita Stenberg           | 26            |
| 9.º           | Suiza          | Aline Seitz              | 24            |
| 10.º          | Italia         | Letizia Paternoster      | 22            |
| 11.º          | Egipto         | Ebtissam Mohamed         | 20            |
| 12.º          | China          | Jiali Liu                | 18            |
| 13.º          | Portugal       | Maria Martins            | 16            |
| 14.º          | Polonia        | Daria Pikulik            | 14            |
| 15.º          | Irlanda        | Lara Gillespie           | 12            |
| 16.º          | Japón          | Yumi Kajihara            | 10            |
| 17.º          | Bélgica        | Lotte Kopecky            | 8             |
| 18.º          | Alemania       | Franziska Brauße         | 6             |
| 19.º          | Hong Kong      | Lee Sze Wing             | 4             |
| 20.º          | México         | Victoria Velasco Fuentes | 2             |
| 21.º          | Francia        | Valentine Fortin         | 1             |
| 22.º          | Reino Unido    | Neah Evans               | 1             |

### Tempo
- Las clasificaciones de la prueba del Tempo finalizaron de la siguiente forma:[5]

| Clasificación | Clasificación  | Clasificación            | Clasificación |
| Posición      | País           | Ciclista                 | Puntos        |
| ------------- | -------------- | ------------------------ | ------------- |
| 1.º           | Estados Unidos | Jennifer Valente         | 29            |
| 2.º           | Canadá         | Maggie Coles-Lyster      | 9             |
| 3.º           | Australia      | Georgia Baker            | 8             |
| 4.º           | Países Bajos   | Maike van der Duin       | 4             |
| 5.º           | Nueva Zelanda  | Ally Wollaston           | 1             |
| 6.º           | Dinamarca      | Amalie Dideriksen        | 0             |
| 7.º           | Lituania       | Olivija Baleisyte        | 0             |
| 8.º           | Noruega        | Anita Stenberg           | 0             |
| 9.º           | Suiza          | Aline Seitz              | 0             |
| 10.º          | Italia         | Letizia Paternoster      | 0             |
| 11.º          | Egipto         | Ebtissam Mohamed         | 0             |
| 12.º          | China          | Jiali Liu                | 0             |
| 13.º          | Portugal       | Maria Martins            | 0             |
| 14.º          | Polonia        | Daria Pikulik            | 0             |
| 15.º          | Irlanda        | Lara Gillespie           | 0             |
| 16.º          | Japón          | Yumi Kajihara            | 0             |
| 17.º          | Bélgica        | Lotte Kopecky            | 0             |
| 18.º          | Alemania       | Franziska Brauße         | 0             |
| 19.º          | Hong Kong      | Lee Sze Wing             | 0             |
| 20.º          | México         | Victoria Velasco Fuentes | 0             |
| 21.º          | Francia        | Valentine Fortin         | -20           |
| 22.º          | Reino Unido    | Neah Evans               | -40           |

### Eliminación
- Las clasificaciones de la prueba de la Eliminación finalizaron de la siguiente forma:[6]

| Clasificación | Clasificación  | Clasificación            | Clasificación |
| Posición      | País           | Ciclista                 | Puntos        |
| ------------- | -------------- | ------------------------ | ------------- |
| 1.º           | Estados Unidos | Jennifer Valente         | 40            |
| 2.º           | Australia      | Georgia Baker            | 38            |
| 3.º           | Canadá         | Maggie Coles-Lyster      | 36            |
| 4.º           | Bélgica        | Lotte Kopecky            | 34            |
| 5.º           | Noruega        | Anita Stenberg           | 32            |
| 6.º           | Italia         | Letizia Paternoster      | 30            |
| 7.º           | Países Bajos   | Maike van der Duin       | 28            |
| 8.º           | Dinamarca      | Amalie Dideriksen        | 26            |
| 9.º           | Irlanda        | Lara Gillespie           | 24            |
| 10.º          | Polonia        | Daria Pikulik            | 22            |
| 11.º          | Francia        | Valentine Fortin         | 20            |
| 12.º          | Nueva Zelanda  | Ally Wollaston           | 18            |
| 13.º          | Lituania       | Olivija Baleisyte        | 16            |
| 14.º          | Egipto         | Ebtissam Mohamed         | 14            |
| 15.º          | Portugal       | Maria Martins            | 12            |
| 16.º          | China          | Jiali Liu                | 10            |
| 17.º          | Reino Unido    | Neah Evans               | 8             |
| 18.º          | Hong Kong      | Lee Sze Wing             | 6             |
| 19.º          | Suiza          | Aline Seitz              | 4             |
| 20.º          | México         | Victoria Velasco Fuentes | 2             |
| 21.º          | Japón          | Yumi Kajihara            | 1             |
| 22.º          | Alemania       | Franziska Brauße         | 1             |

### Puntos
- Las clasificaciones de la prueba de Puntos finalizaron de la siguiente forma:[7]

| Clasificación | Clasificación  | Clasificación            | Clasificación |
| Posición      | País           | Ciclista                 | Puntos        |
| ------------- | -------------- | ------------------------ | ------------- |
| 1.º           | Estados Unidos | Jennifer Valente         | 26            |
| 2.º           | Polonia        | Daria Pikulik            | 59            |
| 3.º           | Nueva Zelanda  | Ally Wollaston           | 51            |
| 4.º           | Bélgica        | Lotte Kopecky            | 44            |
| 5.º           | Australia      | Georgia Baker            | 0             |
| 6.º           | Países Bajos   | Maike van der Duin       | 42            |
| 7.º           | Dinamarca      | Amalie Dideriksen        | 21            |
| 8.º           | Noruega        | Anita Stenberg           | 26            |
| 9.º           | Canadá         | Maggie Coles-Lyster      | 5             |
| 10.º          | Irlanda        | Lara Gillespie           | 23            |
| 11.º          | Lituania       | Olivija Baleisyte        | 22            |
| 12.º          | Alemania       | Aline Seitz              | 21            |
| 13.º          | Italia         | Letizia Paternoster      | 0             |
| 14.º          | Portugal       | Maria Martins            | 7             |
| 15.º          | Reino Unido    | Neah Evans               | 37            |
| 16.º          | Francia        | Valentine Fortin         | 25            |
| 17.º          | Japón          | Yumi Kajihara            | 25            |
| 18.º          | Alemania       | Franziska Brauße         | 2             |
| 19.º          | China          | Jiali Liu                | 0             |
| 20.º          | Hong Kong      | Lee Sze Wing             | 0             |
| 21.º          | Egipto         | Ebtissam Mohamed         | -20           |
| 22.º          | México         | Victoria Velasco Fuentes | 3             |

### Clasificación final
- Los resultados finalizaron de la siguiente forma:[8]

| Posición | País           | Ciclista            | Puntos totales |
| -------- | -------------- | ------------------- | -------------- |
|          | Estados Unidos | Jennifer Valente    | 144            |
|          | Polonia        | Daria Pikulik       | 131            |
|          | Nueva Zelanda  | Ally Wollaston      | 125            |
| 4.º      | Bélgica        | Lotte Kopecky       | 116            |
| 5.º      | Australia      | Georgia Baker       | 108            |
| 6.º      | Países Bajos   | Maike van der Duin  | 106            |
| 7.º      | Dinamarca      | Amalie Dideriksen   | 105            |
| 8.º      | Noruega        | Anita Stenberg      | 102            |
| 9.º      | Canadá         | Maggie Coles-Lyster | 101            |
| 10.º     | Irlanda        | Lara Gillespie      | 99             |

| Posiciones desde el 11.º hasta el 22.º | Posiciones desde el 11.º hasta el 22.º | Posiciones desde el 11.º hasta el 22.º | Posiciones desde el 11.º hasta el 22.º | Posiciones desde el 11.º hasta el 22.º |
| Posición                               | País                                   | Ciclista                               | Puntos totales                         |                                        |
| -------------------------------------- | -------------------------------------- | -------------------------------------- | -------------------------------------- | -------------------------------------- |
| 11.º                                   | Lituania                               | Olivija Baleisyte                      | 80                                     |                                        |
| 12.º                                   | Suiza                                  | Aline Seitz                            | 69                                     |                                        |
| 13.º                                   | Italia                                 | Letizia Paternoster                    | 64                                     |                                        |
| 14.º                                   | Portugal                               | Maria Martins                          | 61                                     |                                        |
| 15.º                                   | Reino Unido                            | Neah Evans                             | 52                                     |                                        |
| 16.º                                   | Francia                                | Valentine Fortin                       | 50                                     |                                        |
| 17.º                                   | Japón                                  | Yumi Kajihara                          | 44                                     |                                        |
| 18.º                                   | Alemania                               | Franziska Brauße                       | 41                                     |                                        |
| 19.º                                   | China                                  | Jiali Liu                              | 38                                     |                                        |
| 20.º                                   | Hong Kong                              | Lee Sze Wing                           | 26                                     |                                        |
| 21.º                                   | Egipto                                 | Ebtissam Mohamed                       | 15                                     |                                        |
| 22.º                                   | México                                 | Victoria Velasco Fuentes               | -32                                    |                                        |